# Berg-Magnolie
Die Berg-Magnolie (Magnolia fraseri) ist eine Pflanzenart aus der Gattung der Magnolien (Magnolia) innerhalb der Familie der Magnoliengewächse (Magnoliaceae). Sie gedeiht in feuchten Wäldern der südlichen Appalachen, daher der englischsprachige Trivialname „mountain magnolia“.

## Beschreibung

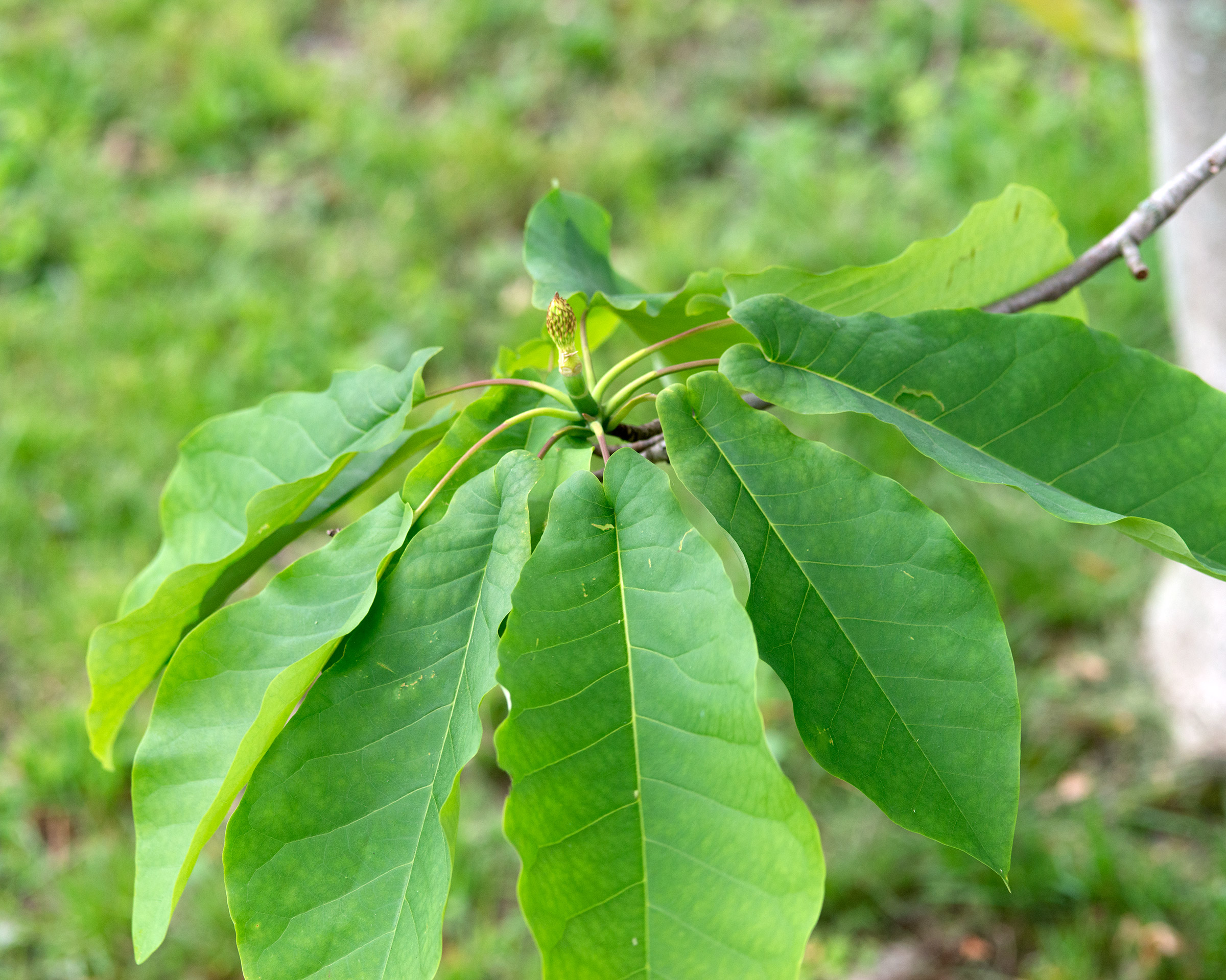
An den Zweigenden gehäuft stehende, gestielte einfache Laubblätter

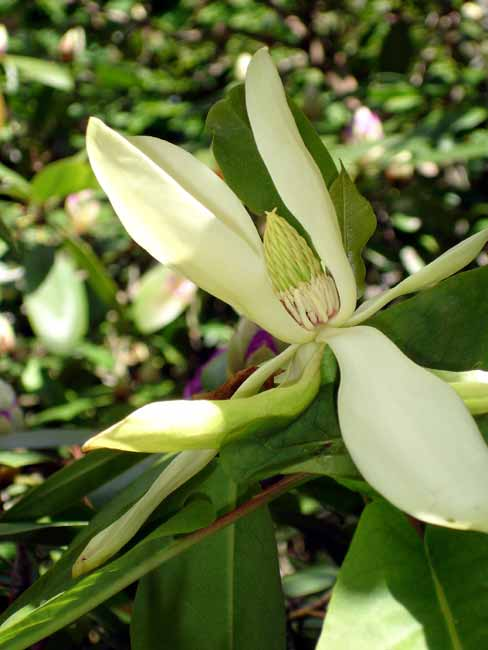
Blüte

### Vegetative Merkmale
Die Berg-Magnolie wächst als sommergrüner, mittelgroßer Baum und erreicht Wuchshöhen von bis zu 20 Metern, in Ausnahmefällen auch bis 30 Metern. Die glatte Rinde ist grau oder grau-braun.
Die Laubblätter stehen gehäuft an den Enden der Zweige. Der Blattstiel misst 5 bis 10 Zentimeter. Die einfache Blattspreite ist bei einer Länge von 15 bis 30 Zentimetern sowie einer Breite von 8 bis 18 Zentimetern verkehrt-eiförmig bis rhombisch, mit spitzem bis stumpfem, rundspitzigem oberen Ende und spitzer Spreitenbasis ist herzförmig oder geöhrt. Die Blattoberseite ist grün sowie glatt und die Unterseite ist hellgrün sowie bläulich „bereift“, glauk. Nebenblätter sind vorhanden.

### Generative Merkmale
Die Blüten stehen einzeln an den Enden der Zweige. Sie öffnen sich je nach Höhenlage von April bis Juni aus zwei unbehaarten, knospenschuppenähnlichen Hochblättern. Die duftenden, zwittrigen Blüten erreichen einen Durchmesser von 10 bis 30 Zentimeter. Die drei äußeren Blütenhüllblätter sind grünlich und weit zurückgebogen, die inneren sechs öffnen sich langsamer. Die inneren cremeweißen Blütenhüllblätter sind bei einer Breite von bis zu 5 Zentimetern verkehrt-eiförmig bis elliptisch, und der Basis verschmälert. Im Zentrum der Blüte befinden sich 100 bis 200 weiße Staubblätter und 50 bis 90 Stempel.
Der zapfenartige, unbehaarte Fruchtstand (Sammelbalgfrucht) ist bei einer Länge von 5 bis 13 Zentimetern sowie einem Durchmesser von 3 bis 5 Zentimetern oval. Er färbt sich rosa-rot, bei der Reife braun oder dunkel violett. Die einzelnen Balgfrüchte sind lang geschnäbelt, sie enthalten je einen oder zwei etwa 1 Zentimeter große, linsenförmige Samen. Diese sind von einer leuchtend roten Sarkotesta umgeben.

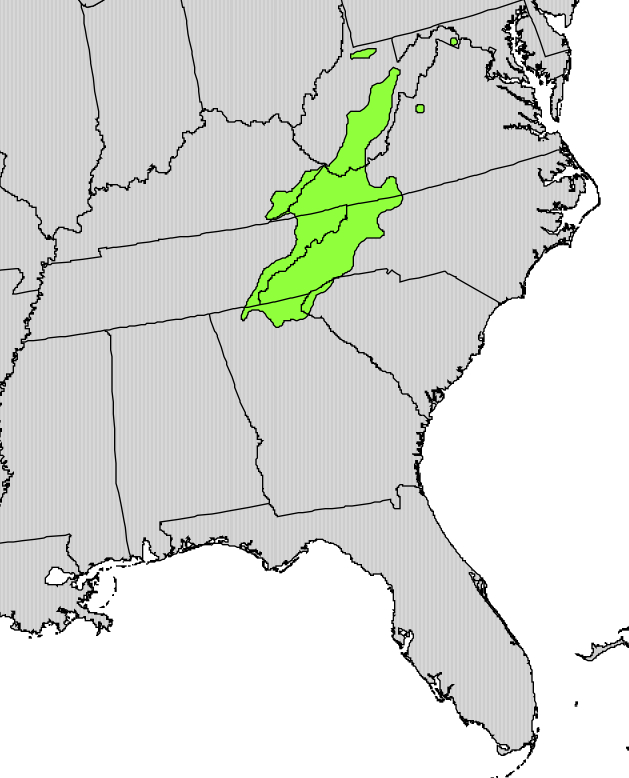
Verbreitungsgebiet

## Vorkommen
Die Berg-Magnolie kommt nur in den östlichen US-Bundesstaaten von West Virginia über Virginia und Tennessee bis nach Georgia und Texas vor.
Ihre Standorte liegen im Bergland in den südlichen Appalachen in Höhenlagen von 300 und 1500 Metern. Das Klima ist gemäßigt und feucht mit Jahresniederschlägen von 1000 bis 2000 mm. Die Vorkommen bestehen meist aus wenigen Individuen und sind isoliert. Die Standorte sind feuchte Täler und Hänge mit humus- und nährstoffreichen Böden, der pH-Wert liegt im leicht sauren Bereich. Sämlinge finden sich auch auf exponierteren Standorten.
Vergesellschaftet ist die Berg-Magnolie mit dem Zucker-Ahorn (Acer saccharum), der Amerikanischen Buche (Fagus grandifolia), Aesculus flava, der Amerikanischen Linde (Tilia americana), verschiedenen Hickory-Arten (Carya) und Eichen-Arten wie Amerikanische Weißeiche (Quercus alba), Scharlach-Eiche (Quercus coccinea), Quercus prinus und Roteiche (Quercus rubra).

## Verwendung
Die Berg-Magnolie wird gelegentlich als Zierpflanze verwendet. Nach England wurde sie im Jahr 1786 sowohl von John Fraser als auch von William Bartram eingeführt, nach Frankreich 1789 von André Michaux. Sie ist selten im Handel erhältlich, es wurden keine Sorten ausgelesen. Kreuzungen mit anderen Magnolien-Arten sind möglich, aber nicht im Handel. 
Das Holz wird im Handel gelegentlich zusammen mit dem Tulpenbaum vermarktet, es hat aber nur einen geringen Wert als Brennholz oder in der Papierproduktion.

## Systematik
Die Erstveröffentlichung von Magnolia fraseri erfolgte 1788 durch Thomas Walter in Flora Caroliniana, Seite 159. Walter ehrte mit Artepitheton fraseri seinen Freund und Mitarbeiter John Fraser.
Die Art Magnolia fraseri gehört zur Sektion Auriculata in der Untergattung Magnolia innerhalb der Gattung Magnolia. Nächste Verwandte ist Magnolia pyramidata, die sich durch ihre geringere Größe und abweichende Blattform unterscheiden lässt, sie besiedelt ein geografisch isoliertes Areal am Golf von Mexiko. Manchmal wird Magnolia pyramidata auch als Varietät Magnolia fraseri var. pyramidata (Bartram) Pampanini geführt. Weitere Magnolien, die im südöstlichen Nordamerika wachsen und Magnolia fraseri nahestehen, sind die Großblättrige Magnolie und die Schirm-Magnolie.